# Asmeringa inermis
Asmeringa inermis är en tvåvingeart som beskrevs av Becker 1903. Asmeringa inermis ingår i släktet Asmeringa och familjen vattenflugor. Inga underarter finns listade i Catalogue of Life.